# Ieuaf ab Idwal
Idwal ab Idwal (915? — 988) (nommé traditionnellement Ieuaf ab Idwal) était un roi de Gwynedd et peut-être d'une partie du Powys.

## Biographie
Il était le fils cadet de Idwal le Chauve. Son vrai nom était Idwal ab Idwal, mais afin d'éviter de le confondre avec son père il fut nommé Ieuaf (le cadet) dans les chroniques.
À la mort de son père, en 942, il aurait pu prétendre avec son frère, Iago ab Idwal, à la succession, mais le roi de Deheubarth, Howell le Bon, profita de l'occasion pour envahir le Gwynedd, déposséder les jeunes princes et les forcer à l'exil.À la mort de Howell en 950, Ieuaf et Iago reprirent contrôle du Gwynedd en battant les fils de Howell à Nant Carno. Jursqu'en 954, la lutte continua entre les deux dynasties, Ieuaf et Iago descendant au sud jusqu'à Dyfed tandis que les héritiers de Howell remontaient jusqu'à la vallée de la Conwy avant d'être battus à Llanrwst et forcés de se replier dans le Ceredigion. Après avoir assuré leurs positions, Ieuaf et Iago se disputèrent et Iago emprisonna Ieuaf et régna seul sur le Gwynedd jusqu'en 979, quand le fils de Ieuaf, Hywel le Mauvais le destitua
Ieuaf resta en prison jusqu'à sa mort, en 988, ce qui signifierait que son fils l'aurait laissé en captivité. En fait, il vit passer de sa prison les règnes de ses deux fils (Cadwallon ab Ieuaf succéda à son frère Hywel en 985) ainsi que celui de Maredudd ab Owain (qui tua Cadwallon en 986 en envahissant le Gwynedd) .